# Yigoga acutijuxta
Yigoga acutijuxta là một loài bướm đêm trong họ Noctuidae.